# Ivan Kováčik
Ivan Kováčik (* 14. srpna 1959 Topoľčany) je slovenský kreslíř, grafik, ilustrátor a karikaturista.

## Život
Ivan Kováčik se narodil 14. srpna 1959 v Topoľčanech. V letech 1974 až 1978 vystudoval střední průmyslovou školu strojnickou v Myjavě a již během svých středoškolských studií se aktivně věnoval výtvarné práci. V Malé galerii Slovnaft pak poprvé představil veřejnosti svoji tvorbu z oblasti propagační grafiky (jednalo se o plakáty a příležitostné tisky). Setkání a spolupráce s ilustrátorem, grafikem a karikaturistou Dušanem Polakovičem (1950–2016) jej přivedla k technikám litografie a mědirytu, kterým se začal věnovat pod jeho vedením. Především grafice, ilustraci a karikatuře se Ivan Kováčik věnuje systematicky od roku 1993. Mezinárodních výtvarných soutěží se účastní pravidelně a jeho kresby otiskují slovenské i české noviny a časopisy. Také se věnuje tvorbě exlibris a příležitostné grafice.
Ivan Kováčik absolvoval řadu kolektivních a samostatných výstav a svojí tvorbou po roce 1989 si v soutěžích kresleného humoru a karikatury vydobyl několik mezinárodních ocenění (Japonsko, Čína, Izrael, Turecko, Francie, Itálie, ...). Jeho tvorba nese identifikovatelný rukopis, který hravým způsobem zobrazuje skutečnost, oživuje divákovo vzpomínky na dětství a evokuje fantazijní a nepoznané oblasti. Jeho tvorba zahrnuje i ilustrace s důrazem na dětskou knihu a charakteristické mapy.

## Výstavy

### Autorské
- 1995 – Ivan Kováčik: Moje lásky 2, Vlastivědné muzeum, Vysoké nad Jizerou (Semily);[6]
- 1996 – Ivan Kováčik, Galéria umelcov Spiša, Spišská Nová Ves;[6]
- 2000 – Svety Ivana Kováčika, Galerie Hefaistos, Děčín;[6]
- 2002 – Ivan Kováčik: Grafika, Městské muzeum, Krnov (Bruntál).[6]

### Kolektivní
- 2001 – Současná slovenská grafika, Galerie Hollar, Praha;[6]
- 2005 – Grafix 2005, Městské muzeum a galerie, Břeclav;[6]
- 2007 – Grafix 2007 - Česko–rakouské bienále drobné grafiky Grafix - Břeclav 2007, Městské muzeum a galerie, Břeclav.[6]